# フィアンメ・オーロ・ラグビー
フィアンメ・オーロ・ラグビー（伊: Fiamme Oro Rugby）は、イタリアのラツィオ州ローマに本拠地を置くラグビーユニオンクラブである。スタジアムはチェントロ・スポルティーヴォ・ポリツィア・ディ・スタート。かつてはヴェネト州パドヴァを本拠地としていた。

## 概要
1955年にイタリア国家警察の体育部局であるグルッポ・スポルティーヴォ・フィアンメ・オーロ（Gruppo Sportivo Fiamme Oro）のラグビー部門として創設。当初はパドヴァを本拠地としていた。1987年からはローマを拠点としている。

## 歴史
1955年、パドヴァにて創設。1957-58シーズンにリーグを初制覇すると、そこから4連覇を達成した。コッパ・イタリアでも1960年代から70年代にかけて4回優勝した。しかし1977-78シーズンを13位（14チーム中）で終え降格が決定すると、クラブは活動を休止した。
1985年にミラノで活動を再開すると、1987年にはローマに移転した。1993-94シーズンにはセリエA2（2部相当）に復帰。1997-98シーズン、20年ぶりにセリエA1復帰を果たした。

## タイトル
- 2022年8月現在[2]

### 国内タイトル
- スクデット（リーグ戦）
  - 優勝 5回（1958, 1959, 1960, 1961, 1968）
- コッパ・イタリア（カップ戦）
  - 優勝 5回（1968, 1969, 1971, 1972, 2014[注 2]）

## 歴代所属選手
- シモーネ・ファバロ(Simone Favaro)
- カルロ・カンナ(Carlo Canna)
- アレッサンドロ・フスコ(Alessandro Fusco)
- パトリック・ファーパレ(Patrick Fa'apale)